# Hutch Stirs 'em Up
Hutch Stirs 'em Up é um filme de ação e comédia britânico de 1923, dirigido por Frank Hall Crane e estrelado por Charles Hutchison, Joan Barry e Malcolm Tod. Foi baseado no romance The Hawk of Rede de Harry Harding.

## Elenco
- Charles Hutchison - Hurricane Hutch
- Joan Barry - Joan
- Malcolm Tod - Tom Grey
- Gibson Gowland - Sir Arthur Blackross
- Sunday Wilshin - Sra. Grey
- Aubrey Fitzgerald - Crudelas
- Violet Forbes - Sra. Cruddas